# Rodrigo Campos
Rodrigo Augusto de Campos (Conchas, 17 de abril de 1977) é um cantor, compositor, violonista, cavaquinista e percussionista brasileiro.
Em 2013 ganhou o 24º Prêmio da Música Brasileira na categoria Revelação, por seu disco Bahia Fantástica.
Rodrigo Campos também já foi premiado com o troféu Cata-Vento, da Rádio Cultura Brasil, na categoria "Melhor disco do ano de 2009" pelo seu álbum São Mateus Não É Um Lugar Assim Tão Longe, no disco, o cantor traz composições que retratam o cotidiano do bairro em que cresceu na Zona Leste de São Paulo, com imagens do bar, futebol, asfalto, trabalho, trem, amor e malandragem. Seu terceiro trabalho em estúdio, foi o álbum Bahia Fantástica, lançado em 2012, em seu segundo trabalho em estúdio o cantor apresenta as experiências que teve quando foi viajar para Bahia.
Seu disco 9 Sambas foi considerado um dos 25 melhores álbuns brasileiros do segundo semestre de 2018 pela Associação Paulista de Críticos de Arte (APCA). A APCA também escolheu o disco Pagode Novo como um dos 50 melhores álbuns nacionais de 2023.

## Discografia
| Ano  | Detalhes do Álbum | Singles              | Vendas & Certificações                           |
| ---- | --- | -------------------- | ------------------------------------------------ |
| 2009 | São Mateus Não É Um Lugar Assim Tão Longe - Lançamento: 2009 - Gravadora (s): Ambulante Discos - Formato (s): CD      | 1. "Cavaquinho"      | - Não há informações disponíveis sobre vendagens |
| 2012 | Bahia Fantástica - Lançamento: 31 de maio de 2012 - Gravadora: ONErpm - Formato(s): LP, CD, download digital          | 1. "Cinco Doces"     | - Não há informações sobre vendagens             |
| 2015 | Conversas com Toshiro - Lançamento: 25 de setembro de 2015 - Gravadora: ONErpm - Formato(s): LP, CD, download digital |                      | - Lançamento futuro                              |
| 2018 | 9 Sambas - Lançamento: 2018 - Gravadora: YB Music                                                                     | 1. "Chorei Comprido" |                                                  |